# SN 2003gd
SN 2003gd是2003年6月12日罗伯特·埃文斯(Robert Evans)利用口径为31厘米反射望远镜在双鱼座M74星系发现的超新星，并于6月13日由赛丁泉天文台的口径为1米的望远镜予以确认。
在SN 2003gd爆发前哈勃空间望远镜和双子星天文台对M74分别进行过大约200天和300天的观测，天文学家由此可以根据资料确定SN 2003gd的前身星是一颗质量大约为太阳7倍的红巨星，刚好符合恒星演化的预测模型。这也是天文学历史上第一次能够准确确认一颗II-P型超新星的前身星。